# Marie Goegg-Pouchoulin
Marie Goegg-Pouchoulin (Ginevra, 24 maggio 1826 – Ginevra, 24 marzo 1899) è stata un'attivista svizzera.
Fu una pioniera nel movimento per i diritti delle donne e nel movimento per la pace delle donne in Svizzera. È stata definita la prima femminista in Svizzera. Nel 1868 fondò l'International Alliance of Women (IAW), che non fu solo la prima organizzazione femminile in Svizzera, ma anche la prima organizzazione internazionale femminile. Fu una figura centrale nell'attivismo continentale per l'uguaglianza dei diritti delle donne e per una migliore istruzione.

## Biografia
Marie Goegg-Pouchoulin nacque a Ginevra. Dopo l'istruzione elementare, lavorò nel negozio di suo padre, che era un orologiaio. Si sposò nel 1845 e divorziò nel 1856. Si sposò secondariamente con il rivoluzionario tedesco in esilio Armand Goegg, e visse a Londra con lui per un po' prima di tornare in Svizzera. La coppia si separò nel 1874 ma non divorziò mai.
Nel 1867 partecipò al congresso della neonata International League for Peace and Freedom (ILPF) a Ginevra. Delusa dalla mancanza di partecipazione femminile al suo interno, fondò l'Associazione internazionale delle donne (IAW) l'anno seguente. Al congresso dell'ILP di Berna nel 1868 tenne un discorso pubblico sui diritti delle donne. Nello stesso congresso si tenne il primo incontro dell'IAW, seguito dal primo congresso nel 1870. Questa fu la prima collaborazione internazionale dei gruppi per i diritti delle donne, precedente l'introduzione del Consiglio internazionale delle donne nel 1888, unendo gruppi che lottavano per l'accesso delle donne all'istruzione, l'accesso alla sfera pubblica e l'abolizione della prostituzione regolamentata. L'IAW era strettamente legata all'ILPF, che aggiunse i diritti delle donne alle sue richieste. Marie Goegg-Pouchoulin affermò che la partecipazione delle donne alla sfera pubblica è vitale per l'obiettivo di pace dell'ILPF, il che fu una dichiarazione di successo con l'ILPF. Sostenne anche il suffragio femminile.
Nel 1871 l'IAW fu screditata a causa della sua affiliazione con la Comune di Parigi, e Marie Goegg-Pouchoulin si ritirò dal suo coinvolgimento in essa. In seguito si concentrò in particolare sui diritti delle donne all'interno della Svizzera. Nel 1872 fonda l'Associazione per la difesa della donna (o Solidarité), dove collaborò con un'altra pioniera del movimento per i diritti delle donne svizzere, Julie von May (von Rued). Dopo una campagna avviata dalla Goegg-Pouchoulin, le donne ebbero accesso all'Università di Ginevra nel 1872. Tra il 1875 e il 1880 fu presidente della Solidarité. Partecipò alla campagna per la riforma del codice civile. Nel 1880 la Solidarité fu sciolta. Nel 1886 fu eletta nel consiglio di amministrazione della Federazione internazionale abolizionista. Nel 1891 fu eletta vicepresidente della neonata Union des femmes de Genève.